# Episodi di Infinity Train (prima stagione)
La prima stagione della serie animata Infinity Train, intitolata Book One: The Perennial Child, composta da 10 episodi, è stata trasmessa negli Stati Uniti, da Cartoon Network, dal 5 agosto al 9 agosto 2019. In Italia la stagione è inedita.
| nº | Titolo originale   | Titolo italiano | Prima TV USA  | Prima TV Italia |
| -- | ------------------ | --------------- | ------------- | --------------- |
| 1  | The Grid Car       |                 | 5 agosto 2019 |                 |
| 2  | The Beach Car      |                 | 5 agosto 2019 |                 |
| 3  | The Corgi Car      |                 | 6 agosto 2019 |                 |
| 4  | The Crystal Car    |                 | 6 agosto 2019 |                 |
| 5  | The Cat's Car      |                 | 7 agosto 2019 |                 |
| 6  | The Unfinished Car |                 | 7 agosto 2019 |                 |
| 7  | The Chrome Car     |                 | 8 agosto 2019 |                 |
| 8  | The Ball Pit Car   |                 | 8 agosto 2019 |                 |
| 9  | The Past Car       |                 | 9 agosto 2019 |                 |
| 10 | The Engine         |                 | 9 agosto 2019 |                 |